# Evolución de los peces

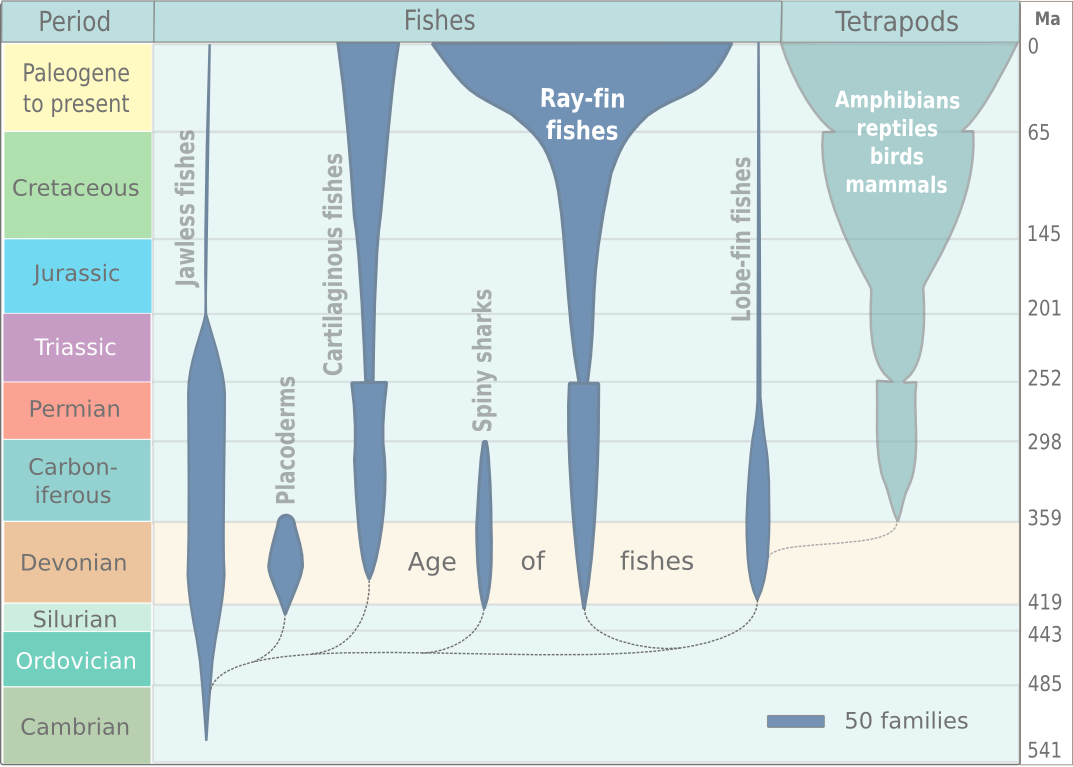
Distribución temporal de los principales grupos de peces. La anchura de cada línea depende del número de familias en cada momento.

Los peces son los primeros vertebrados que aparecieron en el planeta, durante el periodo Cámbrico.

## Origen de los peces

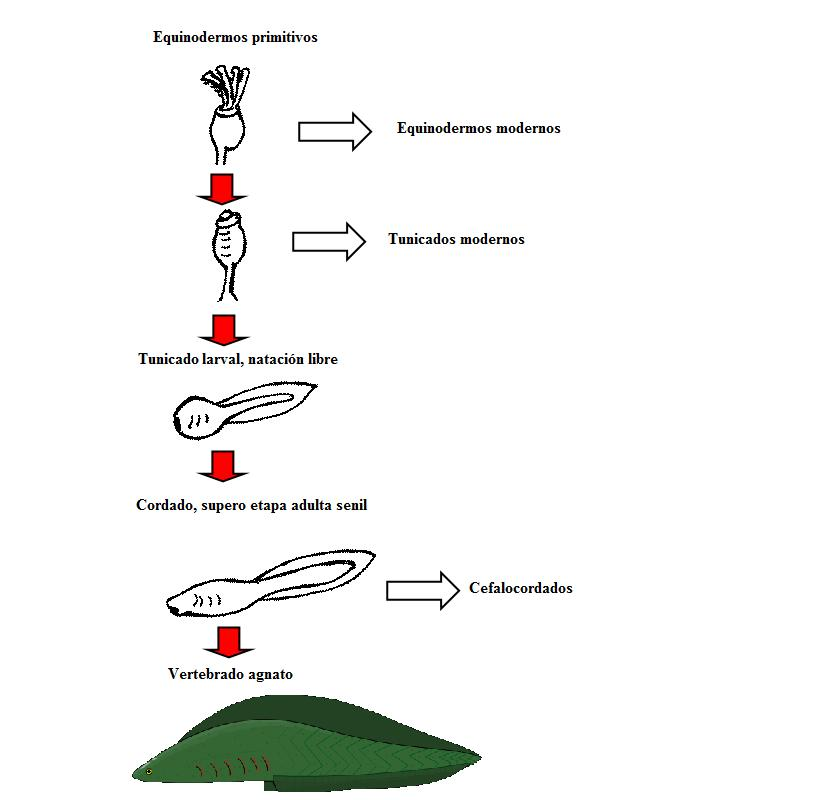
Diagrama sobre la posible evolución de los cordados según A. S. Romer.

Actualmente se habla que xenacelomorfos, equinodermos, hemicordados y cordados tienen un origen evolutivo común, por lo tanto se agrupa a estos cuatro filos en el superfilo Deuterostomia.
Esto se basa en las similitudes entre la larvas de estrellas de mar (bipinnaria) y las larvas de hemicordados (tornaria), además de la semejanza en la formación del mesodermo y celoma en estos cuatro filos. 
Los deuteróstomos se caracterizan por el desarrollo de la abertura bucal, que no deriva del blastoporo, sino que se forma por neoformación.
Los ancestros más primitivos de los peces aparecieron a principios de Cámbrico, tenían un cuerpo cilíndrico, con un sencillo sistema digestivo y con un cordón nervioso en posición dorsal sustentado por la notocorda. Todos los animales que evolucionaron a partir de estos, reciben el nombre de cordados. 
Más tarde se desarrollan nuevas características, como la aparición de la cola y la agrupación de nervios en la parte frontal del cuerpo y la vesícula cerebral. Estas características identificaban a cefalocordados y vertebrados. Uno de los primeros géneros de cefalocordado de los que se tiene constancia es Pikaia, que vivió en Norteamérica hace 505 millones de años.
Entre finales del Cámbrico y el Ordovícico se han identificado los fósiles más primitivos con verdaderas características de peces: la aparición de vértebras y la separación del cráneo (las características más primitivas de los vertebrados). 
El vertebrado más antiguo que se conoce es Myllokunmingia, con una antigüedad de 525 millones de años. Muy similar a los mixinos actuales.

## Diversificación de los peces

### Ostracodermos

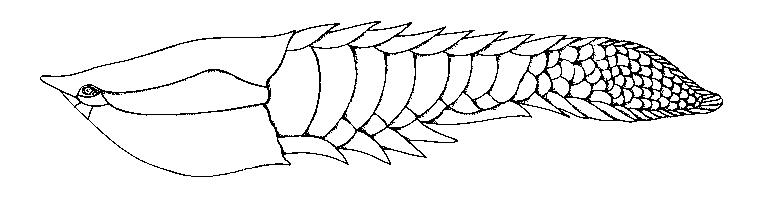
Poraspis, un ostracodermo.

Los primeros vertebrados aparecieron durante la explosión cámbrica, a principios del Paleozoico. Estos animales no poseían una mandíbula articulada, por lo que se les conoce como agnatos. Dentro de estos peces sin mandíbula, destacaban los ostracodermos ( Del griego “Piel con caparazón”), que se caracterizaban por presentar una coraza ósea que protegía la cabeza y parte anterior del cuerpo. Estos primitivos peces no poseían aletas articuladas a su esqueleto, sino simples apéndices carnosos que les permitían estabilidad en el agua, y con una función análoga a las modernas aletas.  La alimentación de los ostracodermos se realizaba mediante la filtración del agua y barro con sus branquias.
Los ostracodermos prosperaron entre el Cámbrico y el Devónico,  siendo más abundantes durante el periodo Silúrico.

### Placodermos

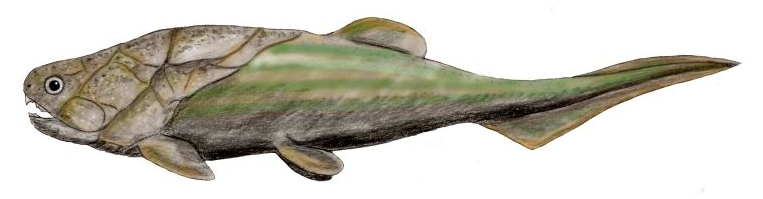
Los placodermos, como este coccosteus, fueron los primeros peces en desarrollar mandíbulas.

En el Devónico hacen su aparición los primeros peces con mandíbulas articuladas, los placodermos (Del griego “Piel con placas”). Las mandíbulas evolucionaron a partir de los arcos branquiales. El desarrollo de mandíbulas permitió a los peces nutrirse de una gran variedad alimentos, pudiendo incluso pasar de simples presas a cazadores.
Si bien aún conservaban la coraza cefálica de los ostracodermos, fueron también los primeros peces en presentar aletas pareadas.
Los placodermos prosperaron entre el Devónico y el Carbonífero.

### Acantodios

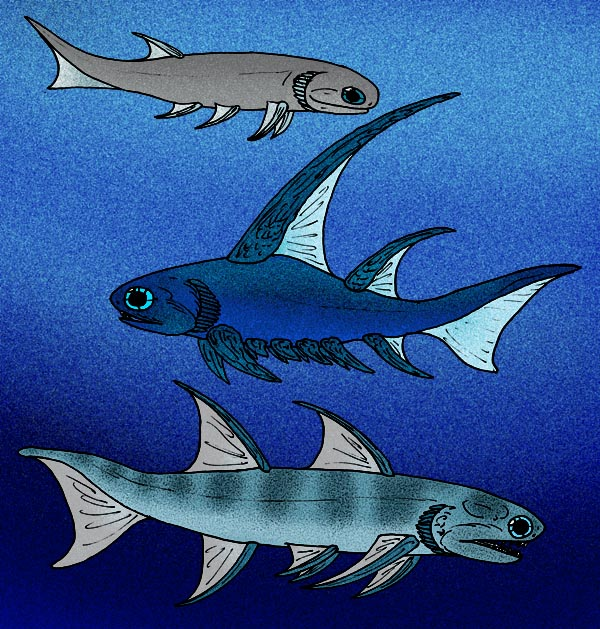
Los acantodianos desarrollaron sus aletas a partir de espinas.

Al igual que los placodermos, los acantodios (Del griego “con aspecto de espinas”) desarrollaron mandíbulas articuladas. Otra de sus características correspondía a su piel cubierta por escamas óseas y aletas que poseían grandes espinas. Estas particularidades los hacen más afines a los osteíctios.
Los Acantodios prosperaron entre el Silúrico y el Pérmico.

## Osteíctios

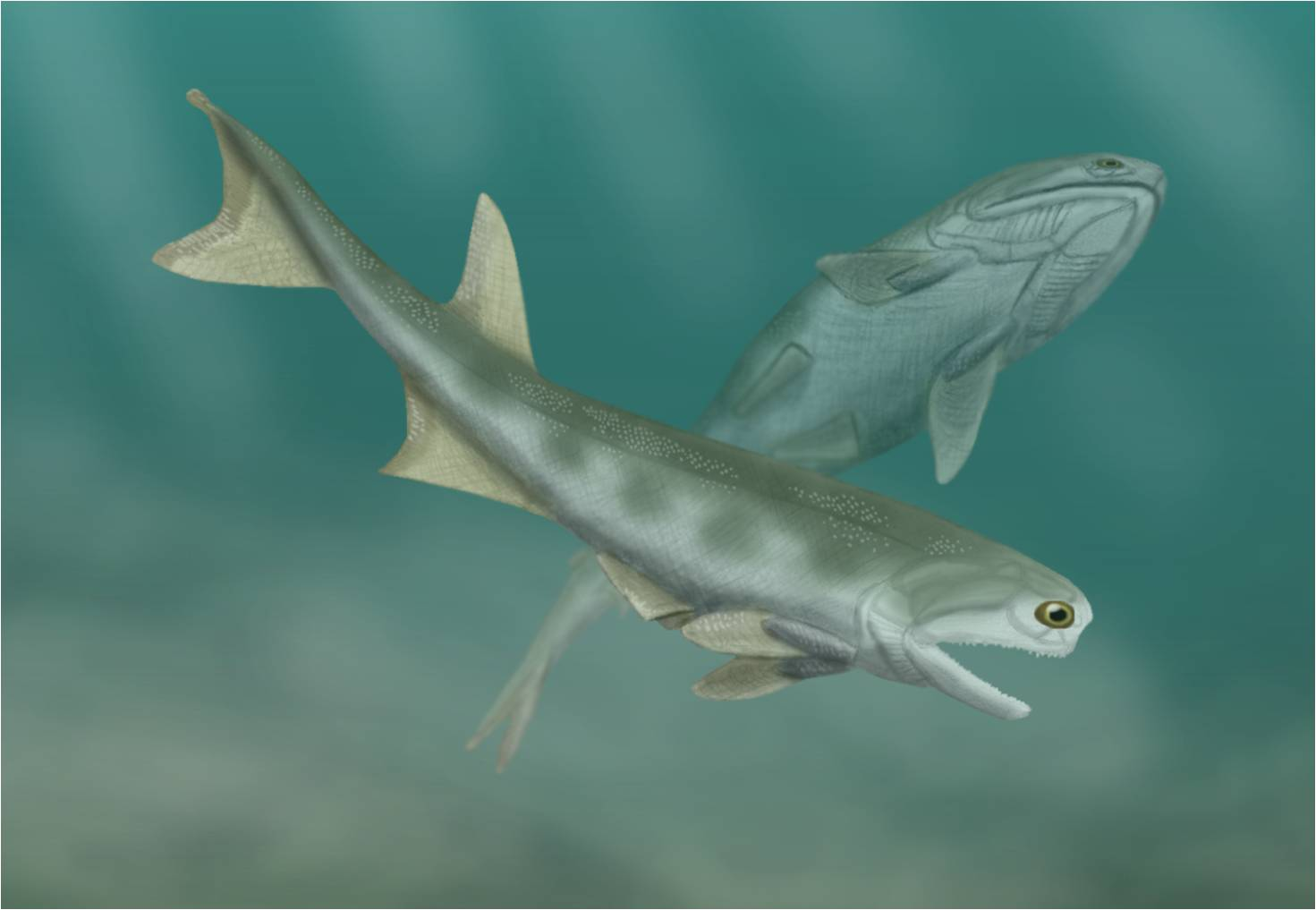
Cheirolepis, género extinto de osteíctios durante el Devónico.

Los restos fósiles más antiguos encontrados de osteíctios se ubican en el Devónico. La evidencia fósil parece indicar que los osteíctios originalmente fueron peces de agua dulce, que posteriormente se adaptaron al agua salada durante el Mesozoico.
Se piensa que debido a su forma de vida, los osteíctios primitivos  tuvieron pulmones, a modo de reservas de aire durante los periodos de bajas precipitaciones. Luego de pasar a vivir en el mar, estos pulmones perdieron utilidad, trasformándose en la vejiga natatoria, órgano exclusivo de los osteíctios.
Los osteíctios se dividen evolutivamente en dos ramas: actinopterigios y sarcopterigios.

### Actinopterigios
Los actinopterigios (del griego “aletas radiadas”) se caracterizan por poseer aletas cubiertas de piel y sostenida por radios córneos.
Evolutivamente se dividen en: Condrósteos, holósteos, teleósteos.
- Condrósteos: Aparecieron hacia finales del Paleozoico y disminuyendo en importancia hacia finales del Mesozoico. Hoy en día, sobreviven en forma muy reducida, como es el caso de los esturiones y los bichires.

Los condrósteos se caracterizan por poseer un cuerpo cubierto de placas óseas y un esqueleto principalmente cartilaginoso.
- Holósteos: Hicieron su aparición hacia mediados del Mesozoico, alcanzado su máxima importancia durante el Jurásico. Para luego ir declinando progresivamente. Dentro de este grupo de peces, hoy en día sobreviven los pejelagartos.

- Teleósteos: Evolucionaron a partir de los holósteos durante el Mesozoico, sustituyendo a los grupos más antiguos de peces durante el Cretáceo, constituyendo la enorme mayoría de los peces de hoy. Este éxito evolutivo parece estar relacionado con un proceso de tetraploidización que sufrió el teleósteo ancestral.

### Sarcopterigios
Los sarcopterigios (del griego “aletas lobuladas”) son el grupo más importante en lo que evolución de los vertebrados terrestres refiere. Se caracterizan por presentar unas aletas lobuladas y carnosas. Este grupo se divide en crosopterigios y dipnoos.
- Crosopterigios: sus primeros registros fósiles corresponden al Devónico y fueron siendo sustituidos hacia finales del Paleozoico por los actinopterigios. Estos son los peces más próximos a los vertebrados terrestres.

- Dipnoos: Son peces adaptados a vivir en charcos y ríos poco profundos. Además de branquias, poseen pulmones.

## Condrictios

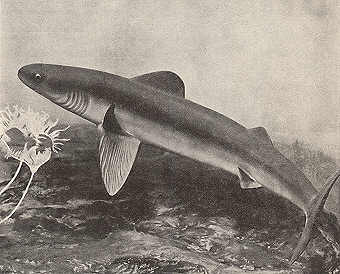
Cladoselache, un condrictio del Devónico.

Los condrictios (del griego “peces cartilaginosos”) hicieron su aparición durante el periodo Devónico tardío. Como su nombre lo indica, estos peces se caracterizan por poseer un esqueleto cartilaginoso, que por ningún motivo debe considerarse una característica arcaica, pues los placodermos (antepasados evolutivos de los condrictios) sí poseían esqueletos óseos. Por lo tanto corresponde a una adaptación secundaria. En la mayoría de los embriones de vertebrados, durante la formación del esqueleto, este posee una naturaleza cartilaginosa que se va osificando antes del nacimiento. Los peces cartilaginosos fueron capaces de detener este proceso de osificación durante su gestación.
Los condrictios, por lo demás, si son capaces de generar tejido óseo, como queda de manifiesto en los dentículos dérmicos que cubren la piel de estos peces. Estas estructuras corresponden probablemente a vestigios de la coraza de los antiguos placodermos.
Los fósiles más primitivos que se conocen corresponden al género Cladoselache. A lo largo la historia los condrictios han contado con dos grandes periodos de radiación evolutiva, la primera tuvo lugar hasta principios del Pérmico, para luego pasar por una fase de declive que duró 100 millones de años, la segunda gran radiación se dio hacia el cretáceo.
Durante casi 400 millones de años, los tiburones han ido evolucionando sin cesar, adquiriendo múltiples formas y tamaños, desarrollando nuevos sentidos y órganos; o bien, evolucionaron en especies muy especializadas como los tiburones martillo  (Sphyrna lewini). Su apogeo llegó al tiempo que los dinosaurios se convertían en los dueños de la tierra firme. Pero los tiburones, siempre estuvieron más adaptados que los dinosaurios, y si ya habían soportado la mayor extinción de todos los tiempos en el Paleozoico  (hace 240 millones de años), fueron capaces de soportar el impacto ambiental que causó la desaparición de los dinosaurios.
Los condrictios de dividen evolutivamente en dos ramas: elasmobranquios y holocefalos.

### Elasmobranquios
Hacen su aparición durante el Silúrico. A este grupo pertenecen los tiburones y las rayas. Poseen hendiduras branquiales expuestas, espiráculos detrás de cada ojo.

### Holocefalos
Hacen su aparición hacia finales del Silúrico.  Se caracterizan por poseer una membrana opercular que recubre sus cuatro hendiduras branquiales, y por la manera en que la mandíbula superior y el hioides se articulan con el cráneo.